# Championnat du Togo de football 2021
Navigation
Saison précédente Saison suivante
Le championnat du Togo de football 2021 est la cinquante-sixième édition de la première division togolaise. 
Le champion du Togo se qualifie pour la compétition continentale qu'est la Ligue des champions de la CAF.
ASKO Kara défend son titre et remporte son sixième titre de champion du Togo.

## Déroulement de la saison
Après l'arrêt du championnat précédent à cause de la pandémie de Covid-19, il n'y a pas eu de relégations mais deux promotions, ce qui porte le championnat à 16 participants. Pour rattraper le retard le championnat est scindé en deux groupes de huit équipes qui s'affrontent deux fois. Les deux premiers de poules sont qualifiés pour un play-off, sous forme de demi-finale et finale qui désignera le champion du Togo.

## Les clubs participants
- Maranatha FC
- ASKO Kara
- FC Gbohloé-su des Lacs
- AS Togo-Port
- Gomido Kpalimé
- AC Semassi
- Dynamic Togolais
- Unisport de Sokodé
- AS OTR Lomé
- Ifodjè d'Atakpamé
- Anges FC de Notsé
- US Koroki
- Sara Sport FC
- ASC Kara
- AS Binah - promu de D2
- Entente II Lomé - promu de D2

## Compétition
Le barème utilisé pour établir le classement est le suivant :
- Victoire : 3 points
- Match nul : 1 point
- Défaite, forfait ou abandon : 0 point

### Poule A
| Rang | Équipe                 | Pts | J  | G | N | P | Bp | Bc | Diff |
| ---- | ---------------------- | --- | -- | - | - | - | -- | -- | ---- |
| 1    | AS Togo-Port           | 28  | 14 | 8 | 4 | 2 | 16 | 9  | +7   |
| 2    | AS OTR Lomé            | 23  | 14 | 6 | 5 | 3 | 15 | 10 | +5   |
| 3    | Dynamic Togolais       | 22  | 14 | 6 | 4 | 4 | 19 | 14 | +5   |
| 4    | Entente II Lomé P      | 22  | 14 | 6 | 4 | 4 | 12 | 7  | +5   |
| 5    | Gomido Kpalimé         | 20  | 14 | 5 | 5 | 4 | 15 | 13 | +2   |
| 6    | FC Gbohloé-su des Lacs | 16  | 14 | 4 | 4 | 6 | 13 | 22 | -9   |
| 7    | Anges FC de Notsé      | 11  | 14 | 2 | 5 | 7 | 10 | 21 | -11  |
| 8    | Maranatha FC           | 9   | 14 | 3 | 3 | 9 | 9  | 23 | -14  |

|  | Qualifié pour les play-offs                                                          |
|  | Relégation directe en deuxième division                                              |
|  | T : Tenant du titre C : Vainqueur de la Coupe du Togo P : Promu de deuxième division |

### Poule B
| Rang | Équipe             | Pts | J  | G  | N | P | Bp | Bc | Diff |
| ---- | ------------------ | --- | -- | -- | - | - | -- | -- | ---- |
| 1    | ASC Kara           | 33  | 14 | 10 | 3 | 1 | 42 | 12 | +30  |
| 2    | ASKO KaraT         | 29  | 14 | 8  | 5 | 1 | 24 | 11 | +13  |
| 3    | Unisport de Sokodé | 19  | 14 | 5  | 4 | 5 | 19 | 21 | -2   |
| 4    | AS Binah P         | 19  | 14 | 4  | 6 | 4 | 9  | 16 | -7   |
| 5    | Ifodjè d'Atakpamé  | 16  | 14 | 5  | 1 | 8 | 17 | 26 | -9   |
| 6    | AC Semassi         | 15  | 14 | 4  | 3 | 7 | 18 | 22 | -4   |
| 7    | Sara Sport FC      | 14  | 14 | 4  | 2 | 8 | 16 | 23 | -7   |
| 8    | US Koroki          | 11  | 14 | 3  | 2 | 9 | 14 | 28 | -14  |

|  | Qualifié pour les play-offs                                                          |
|  | Relégation directe en deuxième division                                              |
|  | T : Tenant du titre C : Vainqueur de la Coupe du Togo P : Promu de deuxième division |

### Play-off championnat

#### Demi-finales
Les demi-finales se déroulent en match aller et retour, les 20 et 23 juin 2021.
| Équipe      | Aller | Total | Retour | Équipe       |
| ----------- | ----- | ----- | ------ | ------------ |
| AS OTR Lomé | 0 - 0 | 0 - 4 | 0 - 4  | ASC Kara     |
| ASKO Kara   | 2 - 1 | 4 - 2 | 2 - 1  | AS Togo-Port |

#### Match pour la troisième place
| Match pour la troisième place | AS OTR Lomé       | 0 - 0   | AS Togo-Port |  |  |
| 27 juin 2021                  |                   | (0 - 0) |              |  |  |
| 27 juin 2021                  | Rapport           |         |              |  |  |
| 27 juin 2021                  | Tirs au but 5 - 4 |         |              |  |  |

#### Finale
| Finale       | ASKO Kara          | 1 - 1   | ASC Kara              | Stade de Kégué, Lomé |  |
| 27 juin 2021 | Marouf Tchakei 85e | (0 - 1) | 34e Samiou Tchatakora |                      |  |
| 27 juin 2021 | Rapport            |         |                       |                      |  |
| 27 juin 2021 | Tirs au but 4 - 3  |         |                       |                      |  |

## Bilan de la saison
| Championnat du Togo de football 2021    |                      |
| Champion                                | ASKO Kara (6e titre) |
| Coupes et trophées                      |                      |
| Vainqueur de la Coupe du Togo           | non jouée            |
| Qualifications continentales            |                      |
| Ligue des champions de la CAF 2021-2022 | ASKO Kara            |
| Coupe de la confédération 2021-2022     | ASC Kara             |
| Promotions et relégations               |                      |
| Promus en Championnat National          |                      |
| Relégués en Deuxième division           | Maranatha FC         |
| Relégués en Deuxième division           | US Koroki            |